# لن اندروز
لن اندروز (انگلیسی: Len Andrews; ۹ دسامبر ۱۸۸۸ – ۲۱ ژانویهٔ ۱۹۶۹) بازیکن فوتبال اهل بریتانیا بود.
از باشگاه‌هایی که در آن بازی کرده‌است می‌توان به باشگاه فوتبال واتفورد، باشگاه فوتبال ساوت‌همپتون، و باشگاه فوتبال ردینگ اشاره کرد.